# Shanakdakhete
Shanakdakhete, var kandake och regerande drottning av Kush från cirka 177 f.Kr. – 155 f.Kr.. Hon är det tidigaste kända exemplet på en kvinnlig regent i Kush i nuvarande Sudan och i Afrika söder om Sahara.  
Hennes genealogi och närmare beskrivning av hennes regeringstid är vagt känd. 
Hon lät uppföra ett tempel i Naqa.
Ett flertal avbildningar av henne är bevarade. Hon avbildas där med tydliga kungliga insignier som avbildar henne som regerande monark på samma sätt som tidigare regerande kungar. I en avbildning syns hon tillsammans med en man, som endast bär den huvudbonad prinsar bar. 
En pyramid restes till hennes ära. 